# 湿地公约

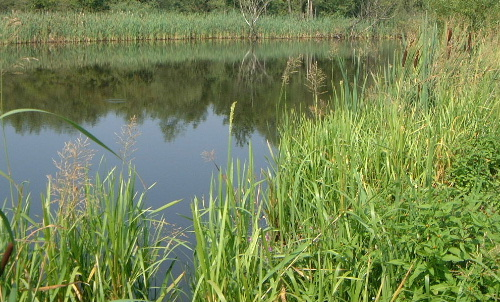
温带湿地（英国）

《湿地公约》（英語：Convention on Wetlands），全称为《关于特别是作为水禽栖息地的国际重要湿地公约》（英語：Convention on Wetlands of International Importance Especially as Waterfowl Habitat），又称《拉姆萨尔公约》（英語：Ramsar Convention），是为了保护湿地而签署的全球性政府间保护公约。湿地公约的宗旨是：通过国家行动和国际合作来保护与合理利用湿地。
湿地公约于1971年2月2日在伊朗的拉姆薩爾签署，当时有18个发起缔约国。湿地公约于1975年12月21日正式生效，直至2014年1月，拉姆薩爾公約總共有168個締約成員，国际重要湿地名录覆蓋著2170片總面積超過207萬平方公里的重要濕地。中国于1992年加入湿地公约。
每三年，缔约方代表作为缔约方会议 (Conference of the Contracting Parties, 缩写：COP) 召开会议，缔约方会议是公约的决策机构，通过决定（决议和建议）来管理公约的工作并改进各方能够实现其目标。COP12于2015年在乌拉圭埃斯特角城举行。COP13于2018年10月在阿拉伯联合酋长国杜拜城举行。
為紀念濕地公約的簽署，故將每年的2月2日列為世界濕地日。
1999年5月，在哥斯达黎加召开的第7届缔约方大会上，正式确认世界自然基金会（WWF）、國際鳥盟（BirdLife International）、世界自然保護聯盟（IUCN）和湿地国际（WI）为公约的伙伴组织。

## 締約成員
160個締約成員包括︰
| - 阿尔巴尼亚 - 阿尔及利亚 - 安地卡及巴布達 - 阿根廷 - 亞美尼亞 - 奥地利 - 巴林 - 白俄羅斯 - 比利时 - 百慕大 - 玻利维亚 - 巴西 - 保加利亚 - 布吉納法索 - 柬埔寨 - 加拿大 - 中非 - 智利 - 中國 - 哥伦比亚 - 古巴 - 賽普勒斯 - 捷克 - 刚果民主共和国 - 丹麦 | - 埃及 - 薩爾瓦多 - 赤道几内亚 - 爱沙尼亚 - 芬兰 - 法國 - 加彭 - 德国 - 希腊 - 几内亚 - 香港 - 匈牙利 - 冰島 - 印度 - 印度尼西亞 - 伊朗 - 伊拉克 - 愛爾蘭 - 以色列 - 義大利 - 牙买加 - 日本 - 约旦 - 拉脫維亞 - 黎巴嫩 - 賴索托 - 利比里亚 - 利比亞 - 列支敦斯登 - 立陶宛 | - 盧森堡 - 北馬其頓 - 马达加斯加 - 马拉维 - 马来西亚 - 馬爾他 - 马绍尔群岛 - 毛里塔尼亚 - 模里西斯 - 墨西哥 - 摩尔多瓦 - 摩納哥 - 蒙古国 - 蒙特內哥羅 - 摩洛哥 - 莫桑比克 - 緬甸 - 纳米比亚 - 尼泊尔 - 荷蘭 - 新西兰 - 尼加拉瓜 - 尼日尔 - 奈及利亞 - 挪威 - 巴基斯坦 - 帛琉 - 巴拿马 - 巴拉圭 - 秘魯 - 菲律賓 - 波蘭 - 葡萄牙 - 刚果共和国 - 羅馬尼亞 - 俄羅斯 - 卢旺达 - 圣卢西亚 | - 萨摩亚 - 塞内加尔 - 塞爾維亞 - 塞舌尔 - 斯洛伐克 - 斯洛維尼亞 - 南非 - 西班牙 - 斯里蘭卡 - 苏丹 - 苏里南 - 瑞典 - 瑞士 - 叙利亚 - 坦桑尼亚 - 泰國 - 巴哈马 - 多哥 - 千里達及托巴哥 - 突尼西亞 - 土耳其 - 乌干达 - 乌克兰 - 阿联酋 - 英国 - 美国 - 乌拉圭 - 苏联（解體前） - 委內瑞拉 - 越南 - 葉門 - 尚比亞 |